# Robert Baker Aitken
Rōshi Robert Baker Aitken (19 de junio de 1917 - 5 de agosto de 2010) fue un maestro Zen del linaje Harada-Yasutani. Junto a su esposa cofundó en 1959 la Sangha Diamante de Honolulu, Hawái. Aitken recibió la transmisión del Dharma de Koun Yamada en 1985, pero decidió vivir como laico. Fue un budista socialmente comprometido, habiendo defendido a lo largo de su carrera la justicia social hacia gays, mujeres, y nativos hawaianos, y fue uno de los fundadores originales de la Hermandad Budista por la Paz en 1978.

## Biografía

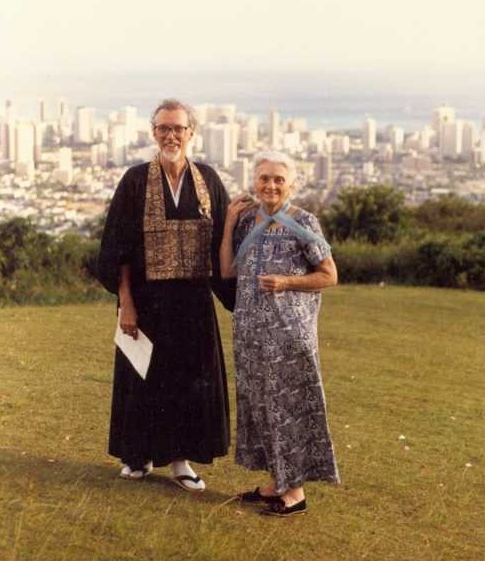
Robert Baker Aitken y Anne Hopkins Aitken

Robert Aitken nació en Filadelfia, Pensilvania en 1917, luego creció en Hawái desde los cinco años. Cuando vivía en Guam como civil trabajando en la construcción— durante la Segunda Guerra Mundial— fue detenido por los japoneses y mantenido en campos de concentración durante el transcurso de la guerra. En uno de dichos campos de concentración en Kōbe, Japón en 1944 se encontró con el becado Reginald Horace Blyth, con quien tuvo frecuentes conversaciones sobre Budismo Zen y anarquismo. Al finalizar la guerra retornó a Hawái y obtuvo una licenciatura en Literatura en lengua inglesa y una maestría en idioma japonés de la Universidad de Hawái.
A fines de la década de 1940, mientras asistía a clases en la Universidad de California en Berkeley (California), se encontró con Nyogen Senzaki. Inicialmente en California esperando un encuentro con Krishnamurti, comenzó a estudiar con Senzaki en Los Ángeles. Fue durante este período en que su involucramiento en temas sociales - tales como pacifismo y derechos laborales - se hizo mayor. Como resultado de su convicción, fue investigado durante este período por el FBI.
En 1950 regresó a Japón, bajo una beca para estudiar haiku y siguió la recomendación de Senzaki de también estudiar el Zen. Allí tomo parte de su primer sesshin en Engaku-ji, un templo en Kamakura, Japón. Al poco tiempo, se encontró con Nakagawa Soen, quien lo convenció de venir a una residencia en Ryutakuji por los próximos siete meses. Durante este período Soen se hizo cargo del abad enfermo del templo, Yamamoto Gempo. Aitken cayó con un caso de disentería, y regresó a Hawái en 1956 para encontrarse que su matrimonio había terminado. Se casó con su segunda esposa Anne Hopkins en 1957 e hizo varios viajes de regreso a Japón. En 1957 Aitken se encontró con Hakuun Yasutani y practicó meditación con él por primera vez.
En 1959 junto a Anne comenzó un grupo de meditación en su residencia de Honolulu, que fue conocido como el zendo Koko-an. La comunidad que se reunía en este zendo fueron entonces llamados por ambos la Sangha del Diamante. En 1961 Aitken viajó por un largo período a Japón a estudiar con Haku'un Yasutani. Estuvo al mismo tiempo enseñando en la Universidad de Hawái, retirándose en 1969 para dedicar mayor tiempo a la práctica Zen. Anne y él se mudaron ese año a Maui, Hawái y fundaron el Zendo Maui en Lahaina. Bajo la invitación de Yasutani y Soen Nakagawa, Koun Yamada se hizo allí rōshi en 1971. En 1974 le fue dado el título de rōshi por Yamada Koun en Kamakura, Japan, recibiendo del él la completa transmisión del Dharma.
Robert Aitken fue un activista social durante la mayor parte de su vida adulta, comenzando con oposición a las pruebas nucleares durante la década de 1940. Fue un franco crítico de la Guerra de Vietnam, y se convirtió en un fuerte oponente a la carrera armamentística entre los Estados Unidos y la Unión Soviética. Fue uno de los primeros proponentes de ecología profunda en Estados Unidos, y fue franco en su creencía en la igualdad de hombres y mujeres. En 1978 Aitken ayudó a fundar la Hermandad Budista por la Paz, una organización dedicada a la resolución de conflictos globales.
Aitken Rōshi murió el 5 de agosto de 2010 a las 5.30 p. m. en Straub Hospital en Honolulu, Oahu, Hawái.

## Sucesores en el Dharma
Las siguientes personas son sucesores en el Dharma de Aitken:
- Nelson Foster
- Augusto Alcalde
- John Tarrant
- Pat Hawk
- Jack Duffy
- Joseph Bobrow
- Danan Henry
- Rolf Drosten

## Sangha del Diamante
La Sangha del Diamante es una organización de centros Budistas Zen fundado por Robert and Anne Aitken en su hogar de Hawáiʻi en octubre de 1959. La organización es conocida por hacer accesible el rigor del Zen tradicional a practicantes laicos de todo el mundo, y particularmente permitiendo el acceso igualitario a estudiantes mujeres del Zen.
Los maestros están comprometidos con la aplicación ética de los Ten Grave Precepts, y Aitken y sus sucesores continúan fomentando el diálogo interreligioso y el budismo socialmente comprometido, incluyendo peace activism, prison reform, AIDS intervention, equality in gender y orientación sexual, y otros temas de justicia social.
En 2010, la Sangha del Diamante tiene afiliados centros zen en Sudamérica, Australia, Nueva Zelanda, los Estados Unidos y Europa.

## Galería

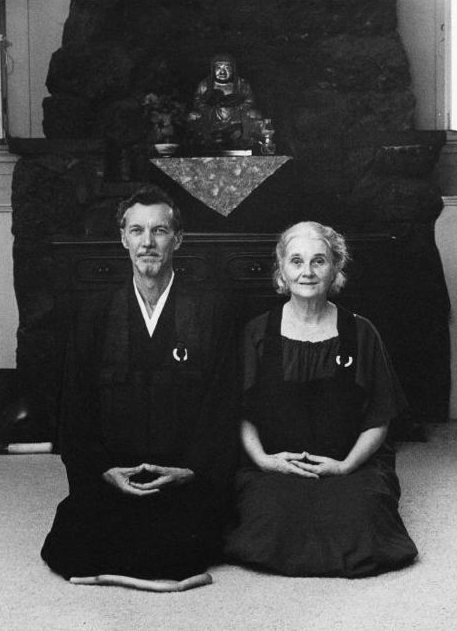
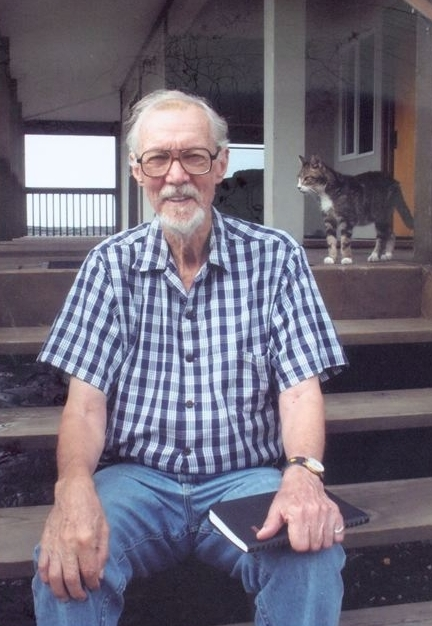
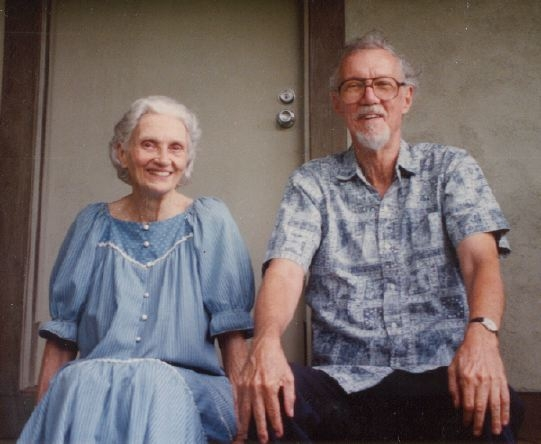
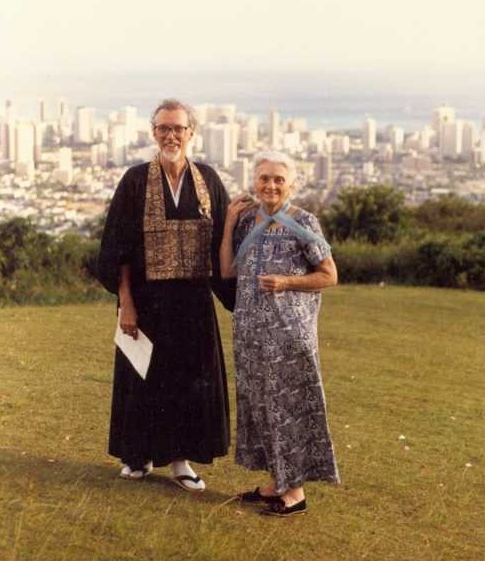